# سمندی
ژن سمندی یک ژن رقیق‌کننده است که بر رنگدانه‌های قرمز و سیاه از رنگ پوست اسب تأثیر می‌گذارد. ژن سمندی بیشتر بخش‌های بدن را روشن می‌کند، در حالی که در یال، دم، پاها و نشانه‌های اولیه از سایه رنگ رقیق‌نشده پوشش پایه باقی مانده است. اسب سمندی همیشه نوار پشتی تیره‌ای در وسط پشت دارد، معمولاً صورت و پاهای تیره‌تری دارد و ممکن است نوارهای عرضی روی شانه‌ها یا نوارهای افقی در پشت پاهای جلویی داشته باشد. رنگ بدن به ژنتیک رنگ پوشش زیرین بستگی دارد. رنگ کلاسیک «سمندی بلوطی» یک رنگ خاکستری مایل به طلایی یا قهوه‌ای مایل به زرد است که با رنگ بدن از زرد ماسه‌ای تا قهوه‌ای مایل به قرمز مشخص می‌شود. سمندی‌هایی با پایه کرنگ ممکن است به رنگ قهوه‌ای روشن به نظر برسند و آنهایی که رنگ پایه مشکی دارند خاکستری فولادی هستند. یال‌ها، دم‌ها، نشانه‌های ابتدایی و سایر نواحی تیره معمولاً سایه رنگ پوشش پایه رقیق‌نشده هستند. ژن سمندی ممکن است با تمام آلل‌های رنگ پوشش دیگر تعامل داشته باشد.

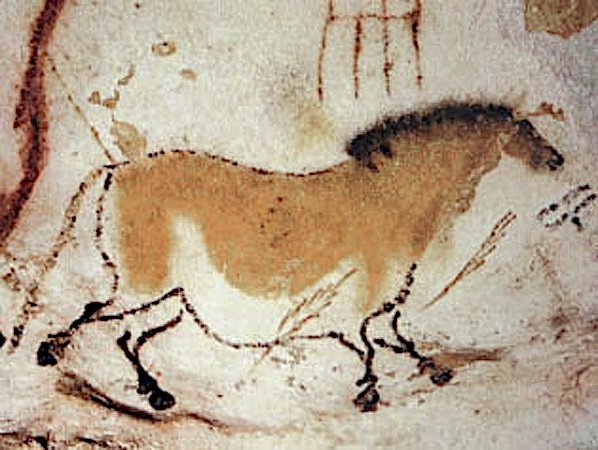
تصور می‌شود که نقاشی غار در لاسکو: دان یک ویژگی بدوی است

اعتقاد بر این است که سمندی رنگ اجدادی یا نوع وحشی اسب‌ها است. بسیاری از اسب‌ها که در ماقبل تاریخ غارنگاره‌هایی مانند غار شووه سمندی هستند و چند گونه از نزدیک مرتبط در سردهٔ اسب‌ها نشان داده‌است. این‌ها عبارتند از اسب شوالسکی، گورخر آسیایی، خر تبتی، خر وحشی آفریقایی، یک زیرگونه منقرض‌شده از گورخر دشتی از کوآگا و یک زیرگونه منقرض‌شده از اسب، به نام تارپان. همچنین می‌توان گورخرها را گونه‌ای از سمندی در نظر گرفت که در آن رقیق‌سازی آن‌قدر شدید است که موها را تقریباً سفید می‌کند و نشانه‌های ابتدایی (مانند نوار پاهای راه راه) در سراسر بدن گسترش می‌یابند.

## نگارخانه

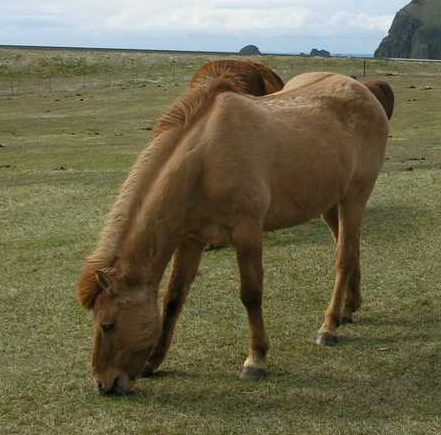
نوار پشتی روی یک سمندی قرمز
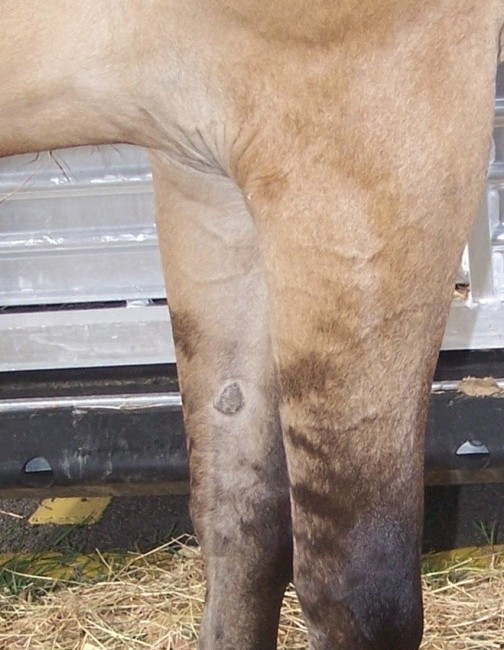
راه‌راه رفتن پا
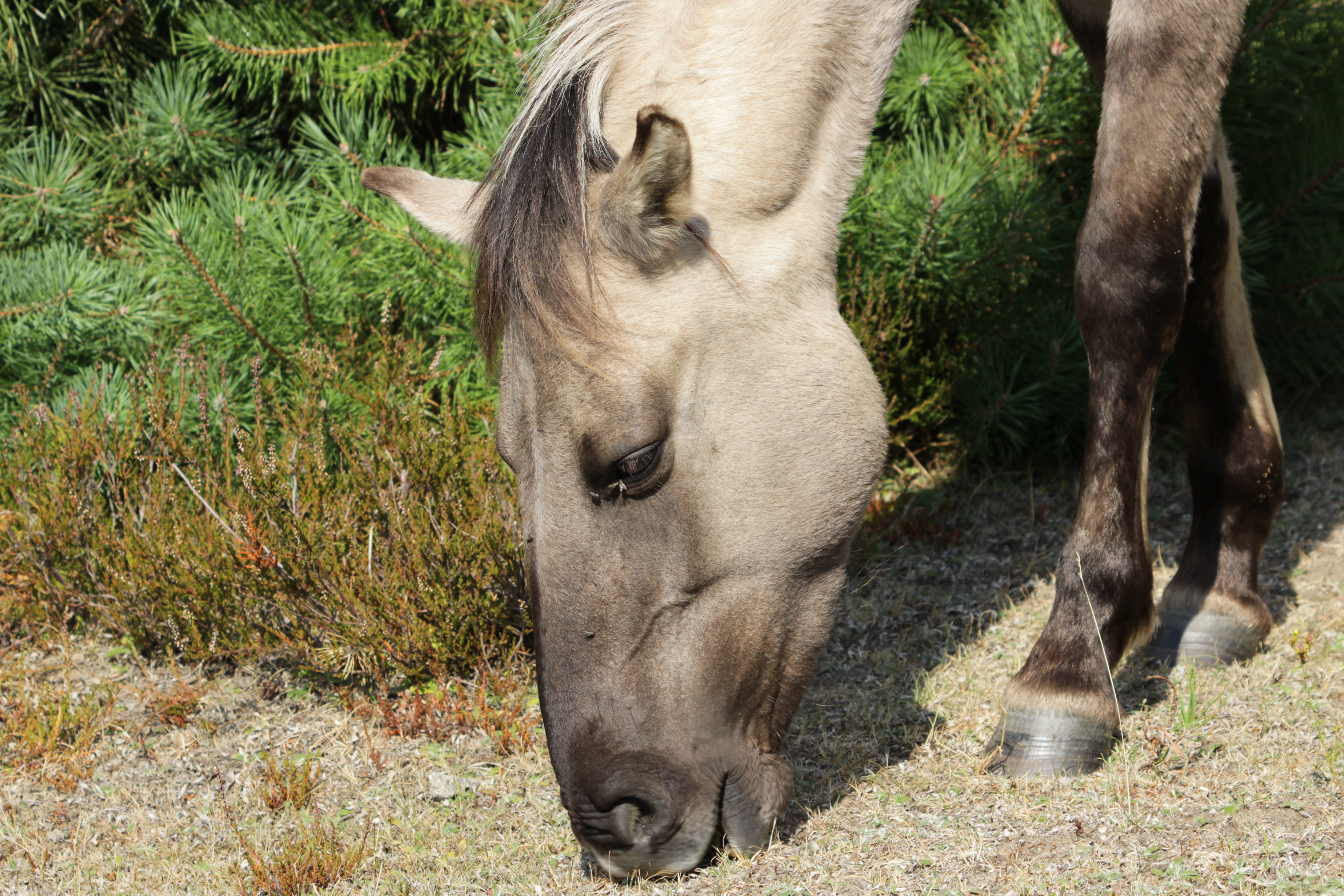
نقاب صورت
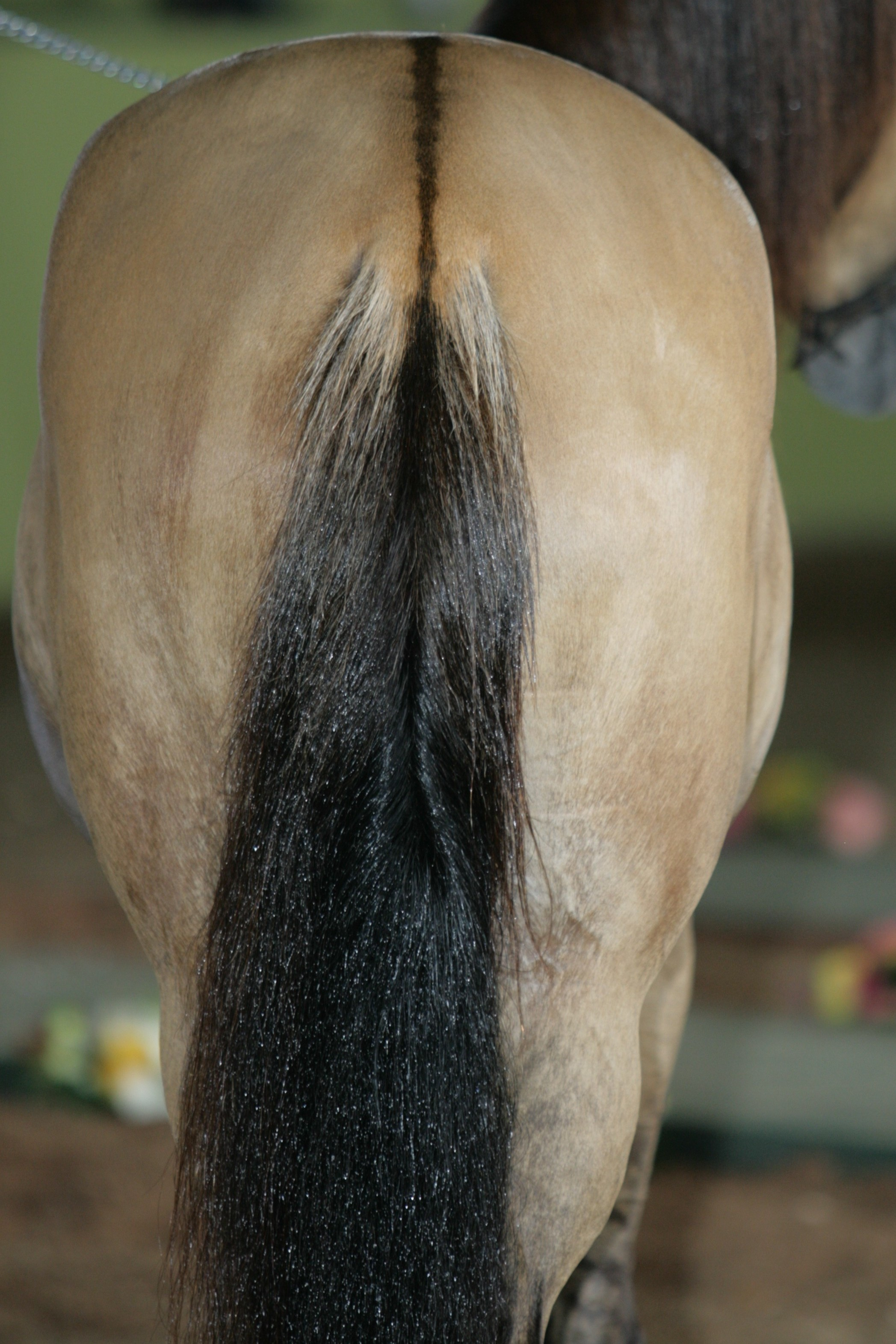
نوار پشتی و موهای محافظ روشن روی یک اسب سمندی
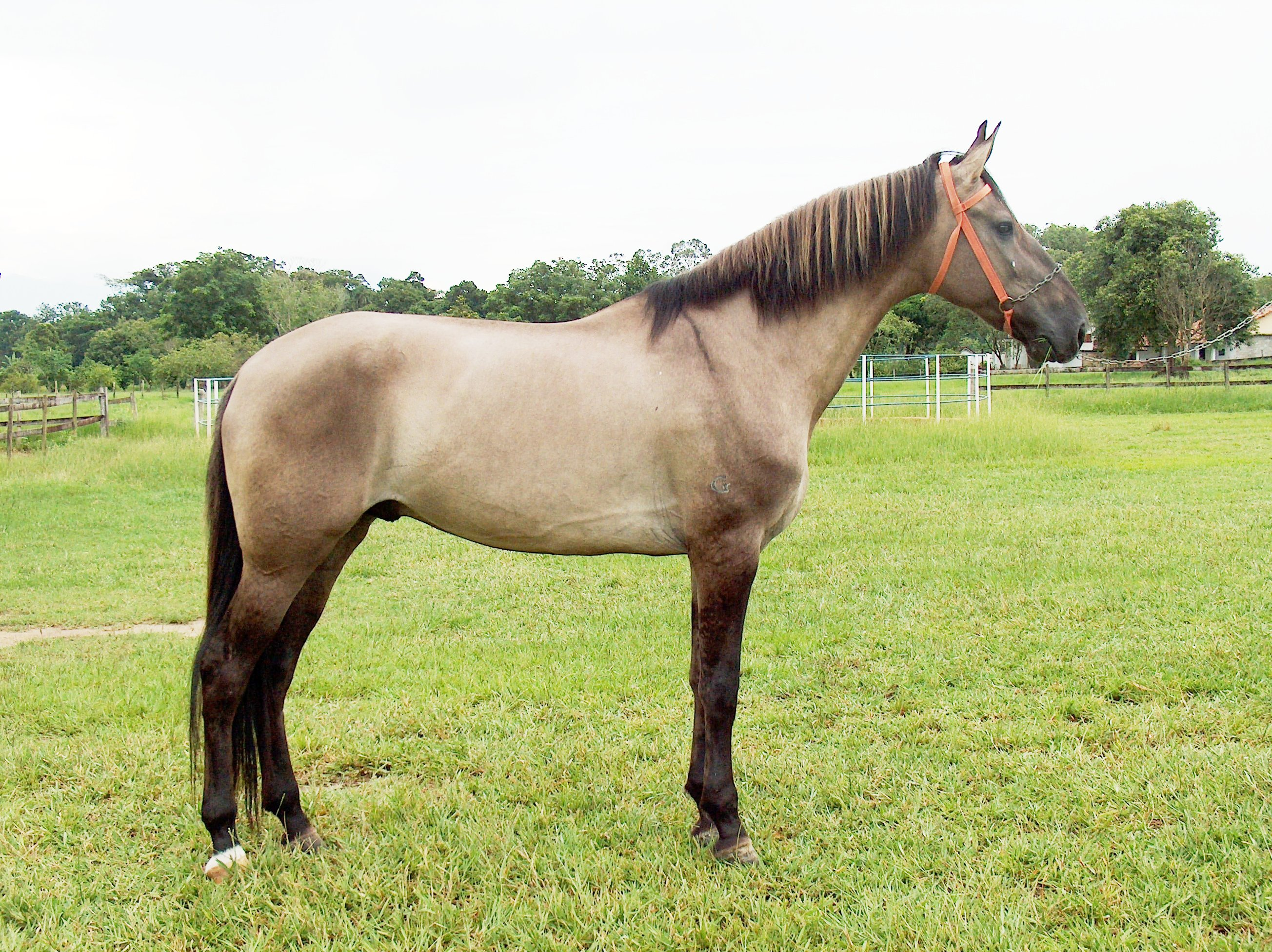
نوار عرضی شانه
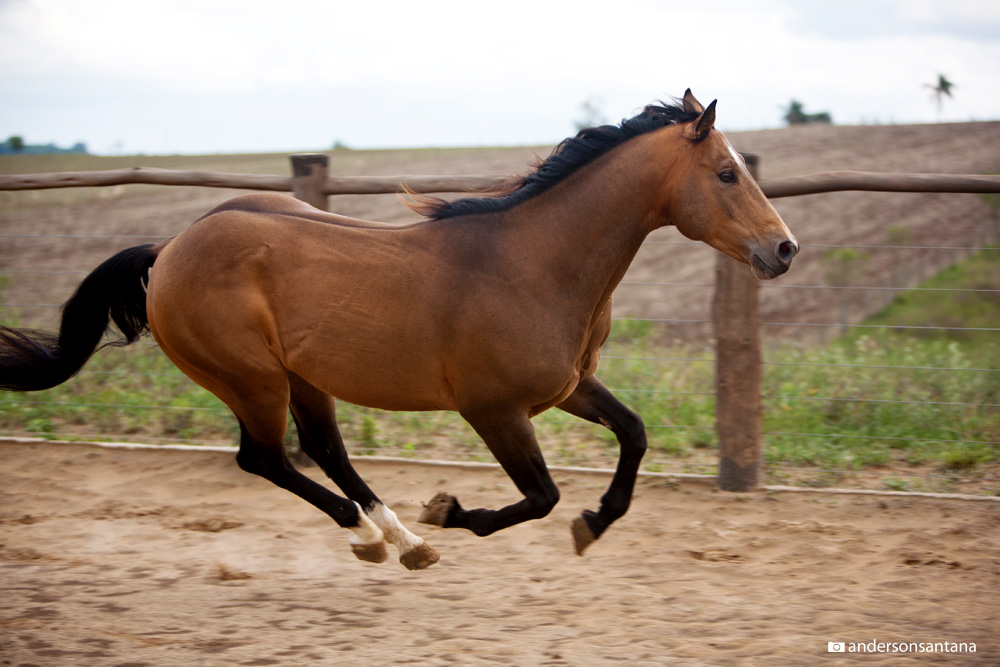
اسب بلوطی با نوار پشتی قابل دیدن، نمونه ای از بدون رنگ سمندی